# Shieldaig Island
Shieldaig Island är en ö i Loch Shieldaig i Highland i Skottland, vilken ägs av National Trust for Scotland. Ön ligger 400 meter utanför byn Shieldaig.
Ön har en yta på 13 hektar och en högsta punkt på 41 meter. Shieldaig Island köptes av National Trust for Scotland 1970. Den är nästan helt täckt av skog med skotsk tall, som tros vara planterad på 1890-talet, troligen för att specifikt förse byn Shieldaig med skeppstimmer och pålar för fisknät.